# Carcelia pesitra
Carcelia pesitra är en tvåvingeart som beskrevs av Cantrell 1985. Carcelia pesitra ingår i släktet Carcelia och familjen parasitflugor. Inga underarter finns listade i Catalogue of Life.